# Шевальдонне, Франсуа
Франсуа Шевальдонне (фр. François Chevaldonnet; 22 июля 1950, Реймс) — французский шахматист, международный мастер (1983).
Чемпион Франции (1976).